# Medalla commemorativa de Síria–Cilícia
La medalla commemorativa de Síria-Cilícia (francès: Médaille commémorative de Syrie-Cilicie) és una medalla commemorativa francesa.

## Descripció
Va ser creada després de la presa d'Aintab el 9 de febrer de 1921 als turcs. El general de Castelnau proposà a la Cambra dels Diputats la creació d'una medalla commemorativa. Va ser instituïda per llei el 18 de juliol de 1922. La seva concessió, molt selectiva, serà per a unes participacions als combats enumerats per una llarga llista de decrets (24 en total) del període entre 1922 i 1941.
La medalla colonial no va ser mai concedida per la campanya del Llevant. Només la medalla d'Ultramar seria atribuïda amb el fermall vermell "Líban", i per a les operacions realitzades en aquest territori a partir de 1979.
Pels dramàtics esdeveniments del Llevant que van tenir lloc el 1941, es va crear un nou fermall amb la inscripció "Levant 1941".

## Disseny
La medalla de bronze de 30mm. D'un model anàlog a la medalla del Marroc, porta a l'anvers l'efígie de la República, obra del gravador Georges Lemaire, i al revers apareixen els atributs militars cridant a la col·laboració de les tropes de l'exèrcit i la marina amb el mot "Llevant" i a les banderes "Honor i Pàtria" i "Síria-Cilícia".
La medalla penja d'una cinta per un fermall en forma de mitja lluna. La cinta és blanca amb petites ratlles horitzontals en blau cel de 3mm d'alçada. Sobre el galó hi ha un fermall d'estil oriental amb la menció "Levant".
La fabricació està reservada exclusivament a la monnaie de Paris. Malgrat tot, existeix una variant de 36mm de diàmetre realitzada per maison Arthus-Bertrand.